# Liste von Konvertiten zur römisch-katholischen Kirche
Die folgende Liste verzeichnet bekannte und historische Persönlichkeiten, die zur römisch-katholischen Kirche konvertiert sind. Die Liste ist nach Jahrhunderten strukturiert und die Konvertiten werden nach ihrem Geburtsjahr angeführt.
Ein Konvertit ist eine Person, die entweder ihre Religion oder ihre Konfession innerhalb einer Religion gewechselt hat. Dieser Vorgang wird als „Konversion“ bezeichnet. Im deutschen Sprachraum wurde die Bezeichnung „Konversion“ ursprünglich hauptsächlich für einen „innerchristlichen Konfessionswechsel“ verwendet, „[d]enn bis weit in das 20. Jahrhundert erregten in Europa die Auseinandersetzungen um diese innerchristlichen Übertritte nicht weniger Aufsehen als die heutigen Konversionen zum Islam oder zu Religionsgemeinschaften, die als Sekten eingestuft werden.“
„Bekehrung“ ist die wörtliche Übersetzung des lateinischen Lehnworts „Konversion“.  „Bekehrung“ bezeichnet im christlichen Kontext die Annahme des  christlichen Glaubens, umfassender als der Begriff der Konversion, auch wenn die Abgrenzung der Begriffe nicht immer trennscharf ist. Im weitesten Sinne bedeutet eine Bekehrung „die Hinwendung zu einem spirituelle(re)n Leben, die sich auch im Rahmen einer Religionsgemeinschaft vollziehen kann, der man zuvor nur nominell angehörte“.

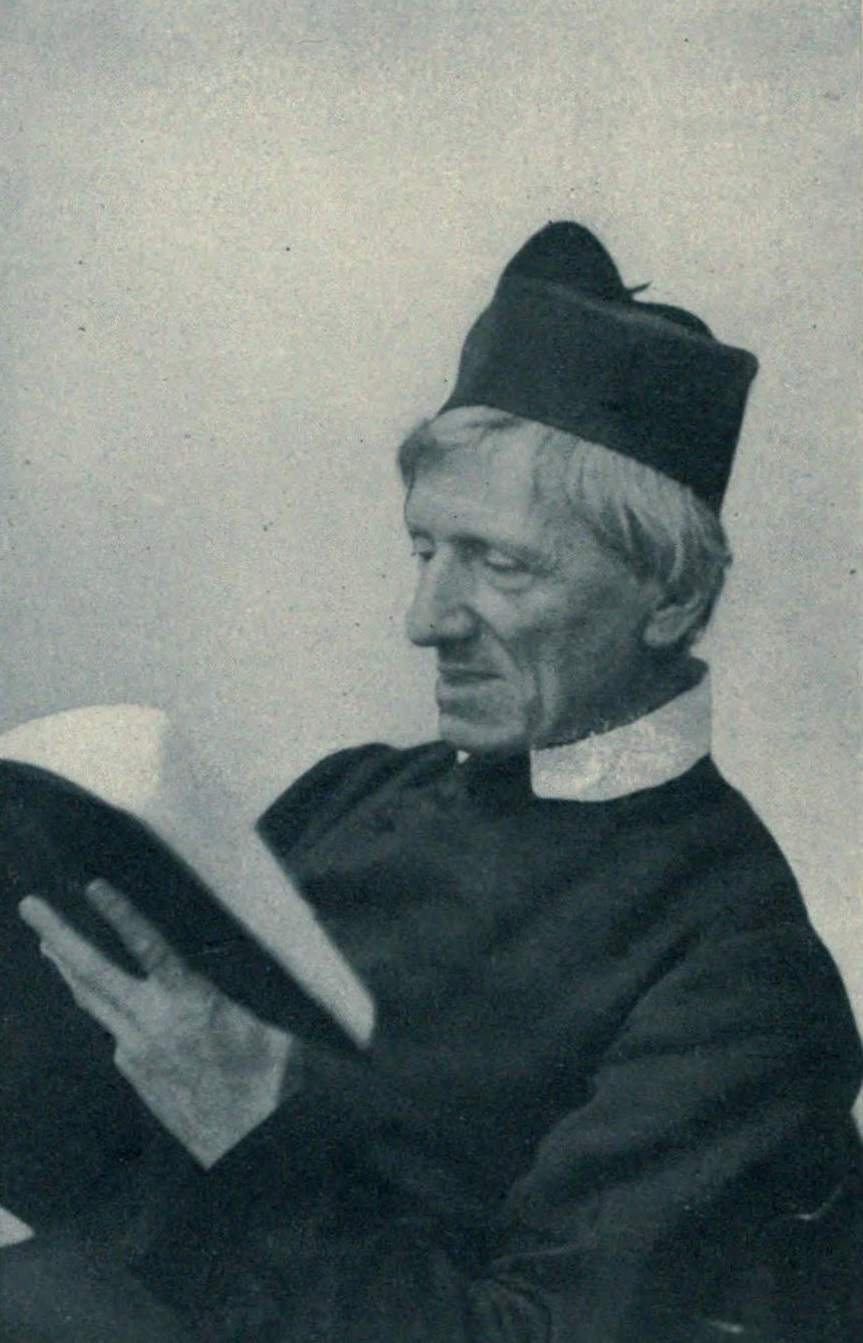
Der Konvertit und spätere Kardinal John Henry Newman.

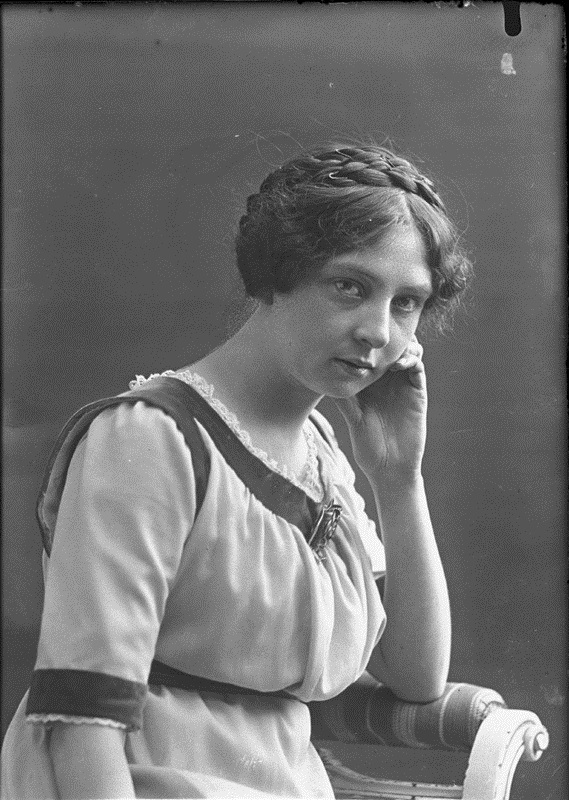
Die norwegische Schriftstellerin, Konvertitin und Literaturnobelpreisträgerin Sigrid Undset.

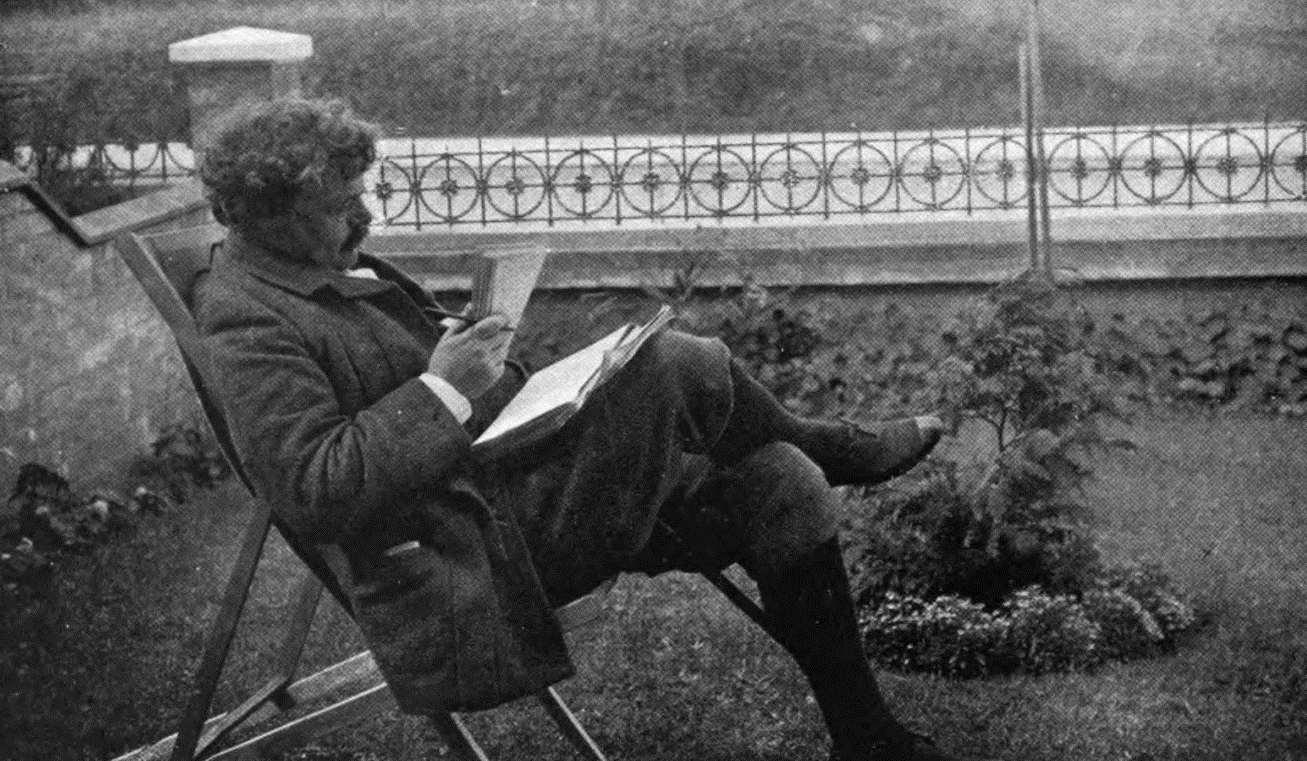
Der englische Schriftsteller und Konvertit G. K. Chesterton.

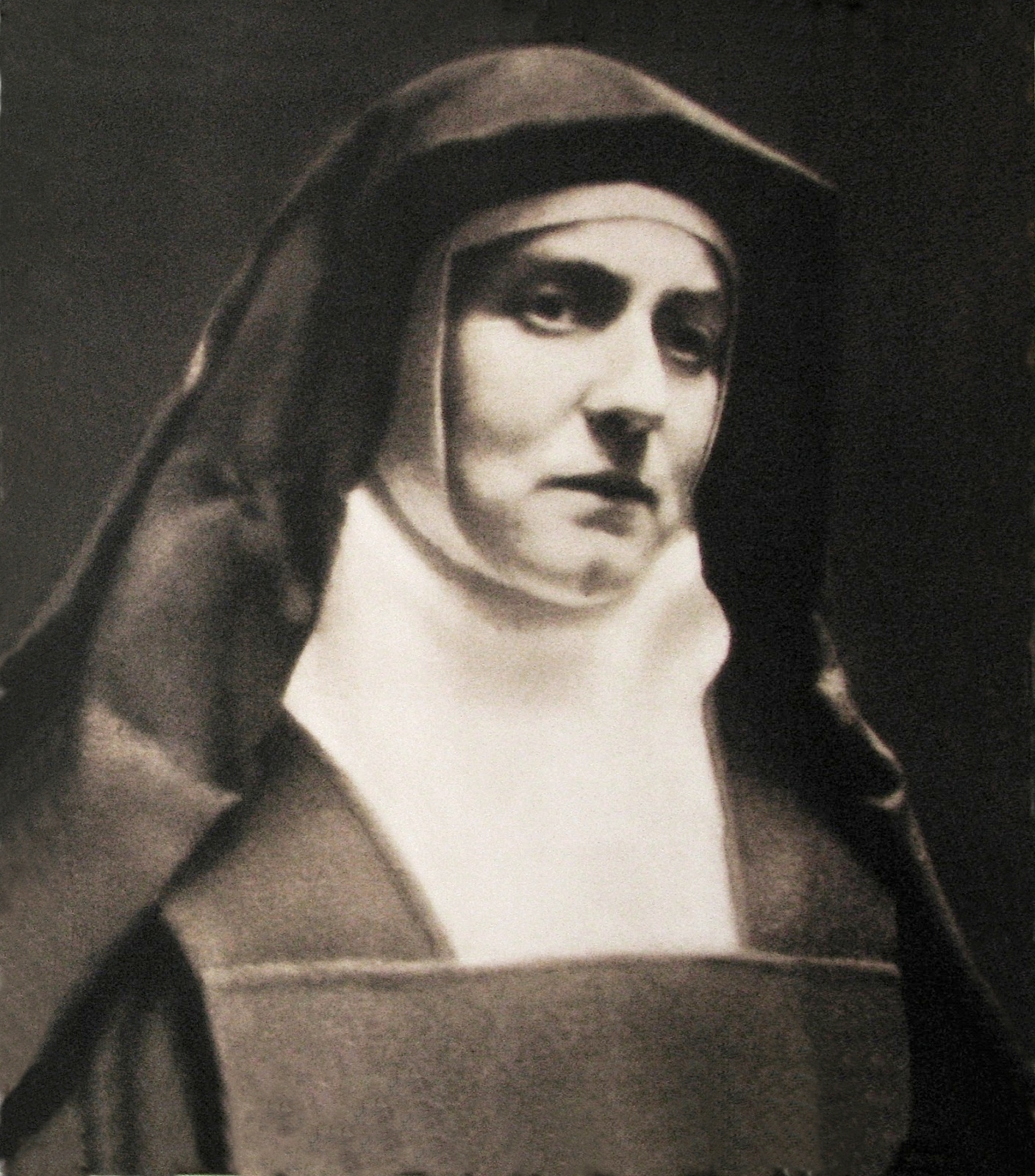
Die Konvertitin und heilige Ordensfrau Edith Stein.

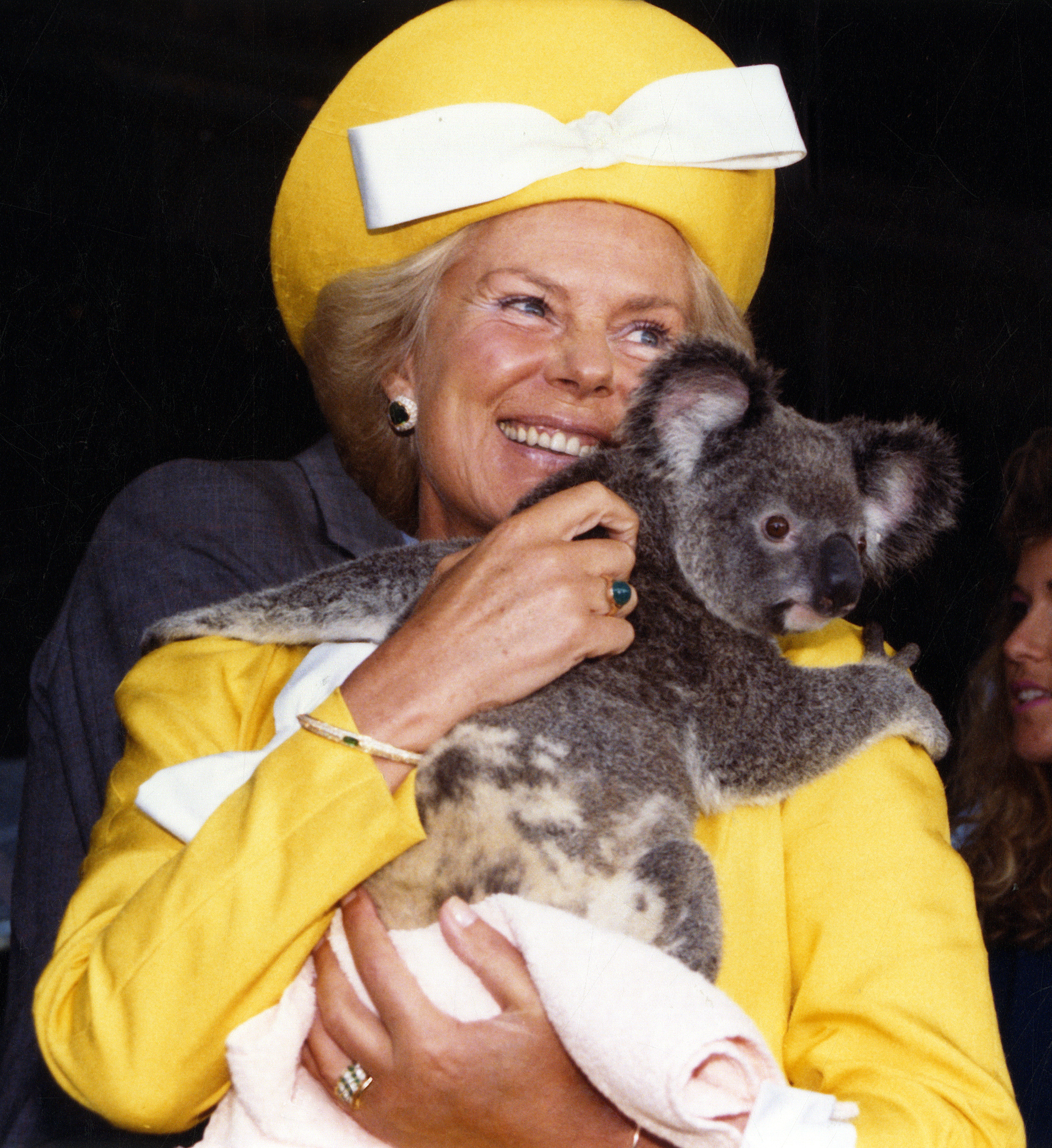
Die Herzogin von Kent, Konvertitin, Mitglied der britischen Königsfamilie.

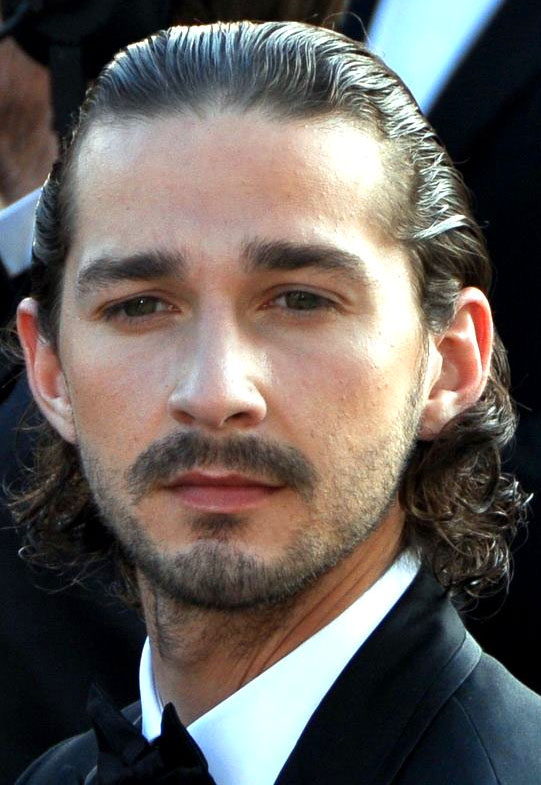
Shia LaBeouf, US-amerikanischer Schauspieler und Konvertit.

## 14. Jahrhundert
- Demetrios Kydones (1324–1397, Konversion 1357, vormalig byzantinisch-orthodox, byzantinischer Minister und Theologe)

## 15. Jahrhundert
- Victor von Carben (1422–1515, Konversion 1482, ehemaliger jüdischer Rabbiner, später Priester)
- Antonius Margaritha (1492–1542, Konversion 1521, vormalig jüdisch)
- Osanna von Kotor (1493–1565, Konversion um 1510, ehemalige Orthodoxe, Einsiedlerin und Angehörige des Dritten Dominikanerordens, seliggesprochen)

## 16. Jahrhundert
- Veit Amerbach (um 1503–1557, Konversion 1543, ehemaliger Lutheraner, Gelehrter und Humanist)
- Friedrich Staphylus (1512–1564, Konversion 1553, ehemaliger Lutheraner, Theologe und Politiker)
- Paulus Weidner (1525–1585, Konversion 1585, vormalig jüdisch, Rektor der Universität Wien)
- Martin Eisengrein (1535–1578, Konversion 1558, ehemaliger Lutheraner, Theologe und Hochschullehrer)
- John Adams[4] (1543–1586, Konversion um 1570er, ehemaliger Anglikaner, später: katholischer Priester, seliggesprochen als einer der Fünfundachtzig Märtyrer von England und Wales)
- Robert Sutton[5] (1543–1587, Konversion um 1570er, ehemaliger Anglikaner, später: katholischer Priester, seliggesprochen)
- Johannes Pistorius der Jüngere (1546–1608, Konversion 1588, vormalig Lutheraner, deutscher Arzt, Historiker, katholischer Theologe und Kritiker der Hexenlehre)
- Caspar Ulenberg (1548–1617, Konversion 1572, ehemaliger Lutheraner, Theologe und Bibelübersetzer)
- Caspar Ulenberg (um 1550–1663, Cousin des vorgenannten, Konversion ebenfalls 1572, ehemals evangelisch, Benediktinerabt)
- Ralph Sherwin[6] (1550–1581, Konversion 1575, ehemaliger Anglikaner, katholischer Priester, Missionar in England und Märtyrer, 1970 heiliggesprochen als einer der 40 englischen Märtyrer)
- Melchior Khlesl (1552–1630, Konversion 1569, ehemaliger Lutheraner, später Bischof von Wien, Kardinal und regierender Minister des Kaisers Matthias)
- Heinrich IV. (1553–1610, Konversion 1593, ehemaliger Hugenotte, König von Frankreich)
- Jakob III. von Baden-Hachberg (1562–1590, Konversion 1590, ehemaliger Lutheraner, seit 1584 regierender Markgraf von Baden-Hachberg)
- Xu Guangqi (1562–1633, Konversion 1603, chinesischer Gelehrter)
- Henri de Sponde (1568–1643, Konversion 1595, ehemaliger Calvinist, französischer Jurist, Historiker, später Bischof von Pamiers)
- Wilhelm Slavata (1572–1652, Konversion 1597, ehemaliger Böhmischer Bruder, Oberstlandkämmerer, Oberstkämmerer und Oberstkanzler des Königreichs Böhmen)
- Barthold Nihus (1590–1657, Konversion 1622, ehemaliger Lutheraner, katholischer Bischof und Kontroverstheologe)
- Henry Morse[7] (1559–1645, Konversion 1614, ehemaliger Anglikaner, katholischer Priester, seliggesprochen 1929 als einer der Vierzig Märtyrer von England und Wales)
- Anna von Dänemark (1574–1619, Konversion 1592, ehemalige Lutheranerin, dänische Prinzessin, als Gemahlin Jakobs I. Königin von Schottland, England und Irland)
- Tobie Matthew[8] (1577–1655, Konversion 1606, vormalig anglikanisch, englischer Member of Parliament und katholischer Priester)
- Wolfgang Wilhelm von Pfalz-Neuburg (1578–1635, Konversion 1613, vormals Lutheraner, deutscher Reichsfürst, Herzog von Pfalz-Neuburg und Jülich-Berg)
- John Ogilvie (1580–1615, Konversion um 1597, vormals calvinistisch, schottischer Jesuit und Märtyrer)
- Bartholomew Roe[9] (1583–1641, ehemaliger Anglikaner, Priester und Benediktiner, als „Venerable Alban“ einer der Vierzig Märtyrer von England und Wales)
- Albrecht von Wallenstein (1583–1634, ehemaliger Protestant, Konversion 1602, Feldherr im Dreißigjährigen Krieg, Herzog von Friedland, Sagan und Mecklenburg)
- Leone Allacci (um 1586–1669, Konversion um 1600, ehemals griechisch-orthodox, Altphilologe, Bibliothekar der Vaticana und Theologe)
- Moritz Gudenus[10] (1596–1680, Konversion 1630, vormalig calvinistischer Protestant, Adeliger)
- Vitus Erbermann (1597–1675, Konversion vor 1620, ehemals Lutheraner, Theologe und Jesuit)

## 17. Jahrhundert
- Ismael Boulliau (1605–1694, Konversion um 1626, vormals Calvinist, französischer Astronom)
- Johann Sigismund von Bernsau (1606/07–1655, Konversion 1649, vormals Protestant, Herr zu Hardenberg, bergischer Adliger)
- Simeon Vratanja († 1630, Konversion 1611, ehemals orthodox, erster katholischer Bischof der kroatischen Eparchie Marča)
- Friedrich von Hessen-Darmstadt (1616–1682, Konversion 1637, ehemaliger Lutheraner, später Bischof von Breslau und Kardinal)
- Johann Jakob Froberger (1616–1667, Konversion zwischen 1637–1640, Komponist des Barock)
- John Michael Wright (1617–1694, Konversion 1640er Jahre, ehemaliger Anglikaner, englischer Maler)
- Ernst I. (Hessen-Rheinfels-Rotenburg) (1623–1693, Konversion 1652, ehemaliger Reformierter, Landgraf von Hessen-Rheinfels und Hessen-Rotenburg sowie Stammvater dieser hessischen Nebenlinie)
- Angelus Silesius (1624–1677, Konversion 1653, ehemaliger Protestant, Lyriker, Theologe und Arzt)
- Johann Friedrich von Braunschweig-Lüneburg (1625–1679, Konversion 1651, ehemaliger Lutheraner, ab 1665 Fürst von Calenberg)
- Christina von Schweden (1626–1689, Konversion 1654, ehemalige Lutheranerin, regierende Königin von Schweden 1632–1654)
- Karl II. von England (1630–1685, Konversion 1685, ehemaliger Anglikaner, König von England, Schottland und Irland)
- Bernhard Gustav von Baden-Durlach (1631–1677, Konversion 1660, ehemaliger Lutheraner, schwedischer Offizier, später Fürstabt von Fulda und Kempten sowie Kardinal)
- Gustav Adolf von Nassau-Idstein (1632–1664, Konversion 1653, ehemaliger Lutheraner, spanischer und kaiserlicher Offizier)
- Wu Li[11] (1632–1718, Konversion 1682, chinesischer Maler)
- Anton Ulrich von Braunschweig-Wolfenbüttel (1633–1714, Konversion 1709, ehemaliger Lutheraner, ab 1685 Fürst von Wolfenbüttel)
- Jakob II. von England (1633–1701, Konversion 1668/69, ehemaliger Anglikaner, König von England, Schottland und Irland)
- Elisabeth Amalie von Hessen-Darmstadt (1635–1709, Konversion 1653, ehemalige Lutheranerin, Prinzessin von Hessen-Darmstadt, Kurfürstin von der Pfalz)
- Nicolaus Steno (1638–1686, Konversion 1667, ehemaliger Lutheraner, dänischer Mediziner und Naturforscher und katholischer Bischof, seliggesprochen 1988)
- Elisabeth Charlotte von der Pfalz (1652–1722, Konversion 1671, ehemals evangelisch-reformiert, als Gemahlin Philippe I. de Bourbons Herzogin von Orléans)
- Kateri Tekakwitha (1656–1680, Konversion 1675, ehemalige Angehörige einer indianischen Stammesreligion, katholische Heilige)
- Joseph Saurin (1659–1737, Konversion 1690, ehemaliger evangelischer Pfarrer, Mathematiker)
- James Cecil, 4. Earl of Salisbury (1666–1694, Konversion 1688, ehemaliger Anglikaner, Peer, Gentleman of the Bedchamber König Jakobs II.)
- Christian August von Sachsen-Zeitz (1666–1725, Konversion 1689, ehemaliger Lutheraner, sächsischer Prinz und später Kardinal, Erzbischof von Gran und Primas von Ungarn)
- Maximilian Wilhelm von Braunschweig-Lüneburg (1666–1726, Konversion 1692, ehemaliger Lutheraner, kaiserlicher Feldmarschall)
- August II. der Starke (1670–1733, Konversion 1697, ehemaliger Lutheraner, als Friedrich August I. seit 1694 Kurfürst von Sachsen, als August II. seit 1709 König von Polen und Großfürst von Litauen)
- Elisabeth Christine von Braunschweig-Wolfenbüttel (1691–1750, Konversion 1707, ehemalige Lutheranerin, als Gemahlin Karls VI. römisch-deutsche Kaiserin)
- August III. (1696–1763, Konversion 1712, ehemaliger Lutheraner, als Friedrich August II. seit 1733 Kurfürst von Sachsen, als August III. seit 1733 König von Polen und Großfürst von Litauen)

## 18. Jahrhundert
- Nils Bielke (1706–1765, Konversion 1731, ehemaliger Protestant, schwedischer Graf)
- Friedrich II. (Hessen-Kassel) (1720–1785, Konversion 1749, ehemaliger Reformierter, seit 1760 regierender Landgraf von Hessen-Kassel)
- Christian IV. (Pfalz-Zweibrücken) (1722–1775, Konversion 1758, ehemaliger Lutheraner, seit 1735 regierender Herzog von Pfalz-Zweibrücken)
- Friedrich Michael von Pfalz-Birkenfeld-Bischweiler (1724–1767, Konversion 1746, ehemaliger Lutheraner, Generalfeldmarschall der Kaiserlichen und der Reichsarmee)
- Johann Christian Bach (1735–1782, Konversion um 1760, ehemaliger Protestant, Komponist und Sohn von Johann Sebastian Bach)
- Amalie von Gallitzin (1748–1806, Konversion 1786, Fürstin und Mitbegründerin des Münsterschen Kreises)
- Friedrich Leopold Graf zu Stolberg (1750–1819, Konversion 1800, Dichter und Jurist) und seine Kinder
  - Christian Ernst (1783–1846)
  - Johann Peter Cajus (1797–1874)
  - Leopold (1799–1840)
- Zacharias Werner (1768–1823, Konversion 1811, Dichter der Romantik)
- Ferdinand (Anhalt-Köthen) (1769–1830, Konversion 1825, ehemaliger Reformierter, seit 1818 regierender Herzog von Anhalt-Köthen)
- Elizabeth Ann Seton (1774–1821, Konversion 1805, aufgewachsen in der Episkopalkirche der Vereinigten Staaten, Gründern des Ordens der Sisters of Charity und erste Heilige, die in den USA geboren ist)
- Friedrich IV. (Sachsen-Gotha-Altenburg) (1774–1825), ehemals Lutheraner, Konversion 1814 in Italien, Herzog von Sachsen-Gotha-Altenburg
- Sofja Swetschina (1782–1857, Konversion 1815, ehemals russisch-orthodox, russische Hofdame und Schriftstellerin)
- Fanny Allen[12] (1784–1819, Konversion ca. 1807/08, ehemalige Anglikanerin, erste Nonne Neuenglands)
- Charlotte Friederike Herzogin zu Mecklenburg (1784–1840, Konversion 1830, ehemalige Lutheranerin, mecklenburgische Prinzessin und erste Gemahlin des dänischen Erbprinzen Christian)
- Adolf Herzog zu Mecklenburg (1785–1821, Konversion 1818, ehemaliger Lutheraner, mecklenburgischer Prinz und Offizier)
- Johann Emanuel Veith (1787–1876, Konversion 1816, ehemaliger Jude, Priester und Arzt)
- Friedrich Overbeck (1789–1869, Konversion 1813, ehemaliger Lutheraner, Maler)
- Julie Gräfin von Brandenburg (1793–1848, Konversion 1825, ehemalige Reformierte, als Gemahlin Ferdinands seit 1818 Herzogin von Anhalt-Köthen)
- Luise Hensel (1798–1876, Konversion 1818, ehemalige Lutheranerin, Dichterin)
- Peter Heinrich Lemke (1799–1882, ehemaliger Lutheraner, Konversion 1824, Priester und Wegbereiter der Benediktiner in Nordamerika)
- Ignatius Spencer (1799–1864, Konversion 1830, ehemaliger anglikanischer Priester, später katholischer Passionistenpater, von der Kirche als ehrwürdiger Diener Gottes erklärt)
- Sophie de Ségur (1799–1874, russisch-orthodox aufgewachsen, französische Schriftstellerin und Kinderbuchautorin)

## 19. Jahrhundert
- Georg Friedrich Daumer (1800–1875, Konversion 1858, ehemaliger Protestant, Religionsphilosoph und Lyriker)
- John Henry Newman (1801–1890, Konversion 1845, ehemaliger Anglikaner, römisch-katholischer Kardinal, Theologe und Philosoph, Historiker, 2019 heiliggesprochen)
- François Libermann (1802–1852, Konversion 1826, ehemaliger Jude, Geistlicher und Ordensgründer)
- Frederick Oakeley[13] (1802–1880, Konversion 1845, ehemaliger Anglikaner, Priester der Diözese Westminster und bekannt als Autor der Liedübersetzung O Come All Ye Faithful)
- Théodore Ratisbonne (1802–1884, Konversion 1827, ehemaliger Jude, Geistlicher und Ordensgründer)
- Franz Chassot von Florencourt (1803–1886), Konversion 1851, ehemaliger  Protestant, deutscher Schriftsteller und Journalist
- Albert Küchler (1803–1886, Konversion 1844, dänischer Maler und Franziskanerbruder)
- Ida Gräfin von Hahn (1805–1880, Konversion 1850, ehemalige Protestantin, Schriftstellerin und Klostergründerin)
- Henry Edward Manning (1808–1892, Konversion 1851, ehemaliger anglikanischer Priester, später katholischer Erzbischof von Westminster)
- Augustus Pugin (1812–1852, Konversion 1835, ehemaliger Anglikaner, als britischer Architekt Begründer des Gothic Revival)
- Alphonse Ratisbonne (1814–1884, Konversion 1842, ehemaliger Jude, Geistlicher und Ordensgründer)
- Iwan von Gloeden (1815–1850, Konversion um 1850, ehemaliger Protestant, Rechtswissenschaftler und Publizist)
- Emil von Bülow (1817–1903, Konversion 1850, ehemaliger Protestant, Jesuit)
- Karl von Vogelsang (1818–1890, Konversion 1850, ehemaliger Protestant, katholischer Publizist und Sozialreformer)
- William Starke Rosecrans (1819–1898, Konversion 1845, ehemaliger Protestant, General des Amerikanischen Bürgerkriegs)
  - Sylvester Rosecrans[14] (1827–1878), Konversion 1845 unter dem Eindruck der Konversion seines Bruders William, erster Bischof des Bistums Columbus
- Hermann von Suckow (1820–1895), Konversion 1864, ehemaliger Protestant, Großherzoglich Mecklenburg-Schwerinscher Kammerherr und Intendant des Seebads Heiligendamm
- David August Rosenthal (1821–1875, Konversion 1851, ehemaliger Jude, Arzt und Schriftsteller)
- James Longstreet (1821–1904, Konversion 1877, US-General des Sezessionskriegs und Botschafter)
- Siegmund Henrici (1823–1884, Konversion 1856, Pfarrer und theologischer Autor)
- Coventry Patmore (1823–1896, Konversion 1862, ehemaliger Anglikaner, britischer Dichter)
- Friedrich Maassen (1823–1900, Konversion 1851, ehemaliger Protestant, Rechtsprofessor und Publizist)
- Adelaide Anne Procter (1825–1864, Konversion 1851, ehemalige Anglikanerin, englische Dichterin)
- Rochus III. von Rochow-Plessow (1828–1896, Konversion 1852, ehemaliger Protestant, vormals preußischer Offizier, Ehrenkämmerer des Papstes, deutscher Publizist)
- Hermann von der Schulenburg (1829–1865, Konversion ?, ehemals evangelisch, preußischer Offizier, später Kapuziner und Priester)
- Frances Margaret Taylor[15] (1832–1900, Konversion 1855, ehemalige Anglikanerin, Gründerin der Ordensgemeinschaft Poor Servants of the Mother of God)
- Marie Petzel (1835–1917, Konversion 1880, ehemals evangelisch, deutsche Schriftstellerin und Lehrerin)
- Anna von Preußen (1836–1918, Konversion 1901, ehemals evangelisch-reformiert, preußische Prinzessin und verheiratete Landgräfin von Hessen-Kassel)
- Karl zu Isenburg-Birstein (1838–1899, Konversion 1861, ehemals evangelisch, seit 1866 Fürst zu Isenburg und Büdingen in Birstein und Standesherr)
- Oswald von Kielmansegg (1838–1896, zuvor evangelisch, k.u.k. Feldmarschallleutnant)
- Bartolo Longo (1841–1926, Konversion 1871, ehemaliger Spirtist und Satanist, später Dominikaner-Terziar und Seliger der katholischen Kirche)
- Heinrich I. von Hanau-Horowitz (1842–1917, Konversion 1884, Sohn Friedrich Wilhelms I. von Hessen und vierter Fürst von Hanau, Schriftsteller)
- Knud Karl Krogh-Tonning (1842–1911, Konversion 1900, ehemaliger lutherischer Pfarrer, als Lutheraner bedeutender Theologe in Norwegen)
- Gerard Manley Hopkins (1844–1889, Konversion 1866, ehemaliger Protestant, britischer Lyriker und Jesuit)
- John Thompson (1845–1894, Konversion 1871, ehemaliger Methodist, Premierminister Kanadas)
- Cordula Wöhler (1845–1916, Konversion 1870, ehemalige Lutheranerin, Schriftstellerin)
- Buffalo Bill (1846–1917, Konversion 1917, ehemaliger Protestant, US-amerikanischer Bisonjäger und Ikone des „Wilden Westen“)
- Alice Meynell (1847–1922, Konversion 1868, ehemalige Anglikanerin, englische Dichterin und Schriftstellerin)
- Elisabeth Gnauck-Kühne (1850–1917, Konversion 1900, ehemalige Protestantin, Frauenrechtlerin und Sozialpolitikerin)
- John Lawson Stoddard (1850–1931, Konversion 1922, ehemaliger Protestant, Reiseschriftsteller)
- Paul Friedrich Herzog zu Mecklenburg (1852–1923, Konversion 1884, ehemaliger Lutheraner, mecklenburgischer Prinz und preußischer General der Kavallerie)
- Albert von Ruville (1855–1934, Konversion 1909, ehemaliger Protestant, preußischer Offizier und Historiker)
- Robert William Wilcox (1855–1903, Konversion 1900, US-amerikanischer Politiker)
- Hara Takashi (1856–1921, Konversion 1873, Abkömmling einer Samurai-Familie, japanischer Premierminister)
- Ellen Gates Starr (1859–1940, Konversion 1920, US-amerikanische Sozialreformerin)
- Frederick Rolfe (1860–1913, Konversion 1886, ehemaliger Anglikaner, britischer Schriftsteller und Fotograf)
- Gustav Mahler (1860–1911, Konversion 1897, vormalig jüdisch, österreichischer Komponist)
- Arthur Barnes[16] (1861–1936, Konversion 1895, ehemaliger anglikanischer Geistlicher, katholischer Prälat)
- Black Elk (1863–1850, Konversion 1904, ehemaliger Medizinmann der Oglala-Lakota, Mitglied von Buffalo Bill’s Wild-West-Show-Gruppe)
- Wjatscheslaw Iwanowitsch Iwanow (1866–1949, Konversion 1937, vormalig russisch-orthodox, russischer Philologe, Dichter und Autor)
- Johannes Jørgensen (1866–1956, Konversion 1896, dänischer Schriftsteller und katholischer Biograf)
- Karl Landsteiner (1868–1943, Konversion 1890, ehemaliger Jude, österreichischer Pathologe und Nobelpreisträger)
- Thomas Byles (1870–1912, Konversion Anfang 1890er Jahre, ehemaliger Protestant, britischer katholischer Priester, starb auf der Titanic)
- Elisabeth Hesselblad (1870–1957, Konversion 1902, ehemalige Protestantin, schwedische Nonne, heiliggesprochen)
- Robert Hugh Benson (1871–1914, Konversion 1903, ehemaliger anglikanischer, dann katholischer Priester und Schriftsteller)
- Lu Zhengxiang (1871–1949, Konversion 1912, ehemaliger Protestant, chinesischer Diplomat, später Priester und Benediktinermönch)
- Vladimir Ghika (1873–1954, Konversion 1902, vormals orthodox, rumänischer Diplomat und römisch-katholischer Märtyrer, seliggesprochen)
- G. K. Chesterton (1874–1936, Konversion 1922, ehemaliger Unitarier, englischer Schriftsteller)
- Max Scheler (1874–1928, Konversion 1916, ehemaliger Jude, Philosoph und Soziologe)
- Elsa von Gutmann (1875–1947, Konversion 1899, ehemalige Jüdin, als Gemahlin Franz' I. seit 1929 Fürstin von Liechtenstein)
- Gwen John (1876–1939, Konversion 1913, walisische Malerin)
- Gertrud von le Fort (1876–1971, Konversion 1926, ehemalige Protestantin, Schriftstellerin)
- Alice B. Toklas (1877–1967, Konversion 1957, ehemalige Jüdin, US-amerikanische Autorin und Lebensgefährtin von Gertrude Stein)
- Alfred Döblin (1878–1957, Konversion 1941, ehemaliger Jude, Psychiater und Schriftsteller des Expressionismus)
- Yoshida Shigeru (1878–1967, Konversion 1967, Premierminister von Japan)
- Theodor Haecker (1879–1945, Konversion 1921, ehemaliger Protestant, Schriftsteller und Philosoph)
- Ilse von Stach (1879–1941, Konversion 1908, ehemalige Protestantin, Schriftstellerin)
- Alfred Noyes (1880–1958, Konversion 1926, ehemaliger Anglikaner, britischer Dichter)
- Eugenio Zolli (1881–1956, Konversion 1945, ehemaliger Jude, Großrabbiner von Rom und Holocaustüberlebender)
- Anna Iwanowna Abrikossowa (1882–1936, Konversion 1908, ehemals russisch-orthodox, russische Aristokratin und Gründerin des Dritten Dominikanerordens in Russland)
- Jacques Maritain (1882–1973, Konversion 1906, ehemaliger Protestant, französischer Philosoph)
- Sigrid Undset (1882–1949, Konversion 1924, ehemalige Protestantin, norwegische Schriftstellerin und Literaturnobelpreisträgerin)
- Fritz Gerlich (1883–1934, Konversion 1931, ehemaliger Protestant, Journalist und Historiker)
- Rosa Stein (1883–1942, Konversion 1936, ehemalige Jüdin, Holocaust-Opfer und Schwester von Edith Stein)
- Alfred Kuhn (1885–1940, Konversion 1934, ehemaliger Jude, deutscher Kunsthistoriker)
- Hans Brass (1885–1959, Konversion 1932, ehemaliger Protestant, deutscher expressionistischer Maler und Graphiker)
- Shane Leslie (1885–1971, Konversion 1908, ehemaliger Protestant, irischer Schriftsteller)
- Siegfried Sassoon (1886–1967, Konversion 1957, ehemaliger Anglikaner, britischer Dichter und Erzähler)
- Edith Sitwell (1887–1964, Konversion 1955, ehemalige Anglikanerin, britische Dichterin)
- Ronald Knox (1888–1957, Konversion 1917, ehemaliger anglikanischer Geistlicher, britischer Theologe und Schriftsteller)
- Knute Rockne (1888–1931, Konversion 1925, ehemaliger Lutheraner, US-amerikanischer Footballtrainer)
- Rhoda Wise (1888–1948, Konversion 1939, ehemals protestantisch, US-amerikanische Mystikerin)
- Arnold Lunn (1888–1974, Konversion 1933, ehemaliger Anglikaner, britischer Skiläufer, Bergsteiger, Schriftsteller, Verfasser apologetischer Werke)
- Christopher Dawson (1889–1970, Konversion 1916, vormals Anglokatholik, britischer Historiker und Privatgelehrter)
- Claude McKay (1889–1948, Konversion 1944, jamaikanischer Schriftsteller)
- Edith Tolkien (1889–1971, Konversion 1914, ehemalige Anglikanerin, Ehefrau von J. R. R. Tolkien)
- Dietrich von Hildebrand (1889–1977, Konversion 1914, ehemaliger Protestant, Philosoph, Theologe und Schriftsteller)
- Erik Peterson (1890–1960, Konversion 1930, ehemaliger Protestant, Theologe und Archäologe)
- Edith Stein (1891–1942, Konversion 1922, ehemalige Jüdin, Philosophin und Ordensfrau, heiliggesprochen)
- Reinhard Sorge (1892–1916, Konversion 1913 zusammen mit seiner Frau, deutscher Dramatiker und Dichter)
- Werner Bergengruen (1892–1964, Konversion 1936, ehemaliger Protestant, Schriftsteller)
- Marie Kahle (1893–1948, Konversion 1936, ehemalige Protestantin, Lehrerin und Verfolgte des NS-Regimes)
- Ernst Jünger (1895–1998, Konversion 1996, ehemaliger Protestant, Schriftsteller)
- Gerty Cori (1896–1957, Konversion 1920, ehemalige Jüdin, Biochemikerin und erste weibliche Nobelpreisträgerin im Bereich Physiologie/Medizin)
- Heimito von Doderer (1896–1966, Konversion 1940, ehemaliger Protestant, Schriftsteller)
- Dorothy Day (1897–1980, Konversion 1927, ehemalige Anglikanerin, US-amerikanische christliche Sozialistin und Journalistin)
- Su Xuelin (1897–1999, Konversion 1924, chinesische Schriftstellerin und Gelehrte)
- Hermine Speier (1898–1989, Konversion Mai 1939, ehemalige Jüdin, Archäologin)
- Ruth Schaumann (1899–1975, Konversion 1924, ehemalige Protestantin, Dichterin, Bildhauerin und Zeichnerin)
- Allen Tate (1899–1979, Konversion 1950, US-amerikanischer Schriftsteller)

## 20. Jahrhundert
- Julien Green (1900–1998, Konversion 1916, erneut: 1939, zuvor Protestant, zwischenzeitlich Buddhist, französisch-amerikanischer Schriftsteller)
- Heinrich Schlier (1900–1978, Konversion 1953, ehemaliger Lutheraner, Theologe und Neutestamentler)
- Gary Cooper (1901–1961, Konversion um 1933, ehemaliger Protestant, US-amerikanischer Schauspieler)
- Adrienne von Speyr (1902–1967, Konversion 1940, ehemalige Protestantin, Schweizer Ärztin und geistliche Schriftstellerin)
- Halldór Laxness (1902–1998, Konversion 1923, ehemaliger Protestant, isländischer Schriftsteller und Literaturnobelpreisträger)
- Irène Némirovsky (1903–1942, Konversion 1939, vormalig jüdisch, ukrainisch-französische Schriftstellerin)
- Graham Sutherland (1903–1980, Konversion 1926, ehemaliger Anglikaner, Expressionist und Porträt-Maler)
- Clare Boothe Luce (1903–1987, Konversion 1946, US-amerikanische Diplomatin, Verlegerin und Politikerin)
- Malcolm Muggeridge (1903–1990, Konversion 1982, ehemaliger Anglikaner, britischer Journalist)
- Evelyn Waugh (1903–1960, Konversion 1930, britischer Schriftsteller)
- Jean Mohamed Ben Abdeljlil[17] (1904–1979, Konversion 1928, ehemaliger Muslim, katholischer Priester und Franziskaner)
- Graham Greene (1904–1991, Konversion 1926, britischer Schriftsteller)
- Annedore Leber (1904–1968), Konversion 1945, ehemals evangelisch, Publizitin, Verlegerin und Politikerin
- John Oesterreicher (1904–1993, Konversion 1927, ehemalig jüdisch, katholischer Priester und Theologe, Ideengeber der Deklaration Nostra aetate)
- Sven Stolpe (1905–1999, Konversion 1947, ehemaliger Lutheraner, schwedischer Schriftsteller und Journalist)
- Karl Stern (1906–1975, Konversion 1943, ehemaliger Jude, Psychiater und Neurologe)
- Knut Ansgar Nelson (1906–1990, Konversion 1931, Benediktiner und Bischof von Stockholm)
- Frederick Copleston (1907–1994, Konversion vor 1930, ehemals Anglikaner, britischer Philosoph und Jesuit)
- John Wayne (1907–1979, Konversion 1978, US-amerikanischer Schauspieler)
- Barbara Stanwyck (1907–1990, Konversion 1928, US-amerikanische Schauspielerin)
- Stephan Kuttner (1907–1997, Konversion 1932, vormalig jüdisch-protestantisch, deutsch-amerikanischer Kirchenrechtler)
- Paul Takashi Nagai (1908–1951, Konversion 1934, japanischer Radiologe und Autor)
- Edzard Schaper (1908–1984, Konversion 1951, ehemaliger Lutheraner[18], Schriftsteller und Übersetzer)
- Göran Stenius[19] (1909–2000, ehemaliger Lutheraner, Schwedisch-Finnischer Journalist)
- Marshall McLuhan (1911–1980, Konversion 1937, ehemaliger Methodist, kanadischer Medientheoretiker)
- Vincent Price (1911–1993, Konversion 1987, US-amerikanischer Schauspieler)
- Joan Bartlett (1911–2002, Konversion 1941, britische Ordensgründerin)
- Louis Bouyer (1913–2004, Konversion 1939, ehemaliger lutherischer Geistlicher, französischer katholischer Theologe)
- Creighton W. Abrams (1914–1974, Konversion in den 1960ern, ehemaliger Methodist, General der US Army und Oberbefehlshaber im Vietnamkrieg)
- Alec Guinness (1914–2000, Konversion 1956, englischer Schauspieler)
- Thomas Merton (1915–1968, Konversion 1938, ehemaliger Anglikaner, US-amerikanischer Trappist und Schriftsteller)
- Walker Percy (1916–1990, US-amerikanischer Romancier)
- James McAuley (1917–1976, Konversion 1952, australischer Schriftsteller)
- Muriel Spark (1918–2006, Konversion 1954, ehemalige Anglikanerin, bedeutende britische Schriftstellerin)
- Avery Dulles (1918–2008, Konversion 1940, ehemaliger Protestant, US-amerikanischer Theologe und Kardinal)
- Isa Vermehren (1918–2009, Konversion 1938, Kabarettistin, Schauspielerin und Ordensschwester)
- Russel Kirk (1918–1994, Konversion 1963[20], US-amerikanischer Historiker, politischer Philosoph und Vertreter des Konservativismus)
- Barry Ulanov (1918–2000, Konversion 1951, ehemals orthodox, Professor für englische Literatur, Jazz-Journalist, Mitgründer der Thomas-Morus-Society)
- Peter Berglar (1919–1989, Konversion 1942, Historiker)
- Erich Vermehren (1919–2005, Konversion 1938, ehemals evangelisch-lutherisch, deutscher Abwehragent, Gründungspräsident von Una Voce)
- Max Thurian (1921–1996, Konversion 1980er, ehemaliger Calvinist, Schweizer Theologe und Bruder der Gemeinschaft von Taize)
- Graham Leonard (1921–2010, Konversion 1992, ehemaliger anglikanischer Bischof, britischer Geistlicher)
- Donald Nicholl[21] (1923–1997, Konversion 1946, ehemaliger Anglikaner, britischer Historiker)
- Dilwyn John David Lewis (1924–2000, ehemaliger Anglikaner, erst Modedesigner in London, dann Priester und Restaurator von Santa Maria Maggiore in Rom)
- Kim Dae-jung (1924–2009, Konversion 1957, südkoreanischer Präsident und Friedensnobelpreisträger)
- Christa Meves (1925, Konversion 1987, vormals evangelisch, Kinder- und Jugendpsychotherapeutin und Schriftstellerin)
- Richard Rutt, (1925–2011, Konversion 1994, ehemaliger anglikanischer Bischof, katholischer Priester und Koreanist)
- Jean-Marie Lustiger (1926–2007, Konversion 1940, ehemaliger Jude, französischer Kardinal und Erzbischof von Paris)
- Bernard Nathanson (1926–2011, Konversion 1996, vormalig jüdisch, US-amerikanischer Gynäkologe, später Abtreibungsgegner)
- Patricia Neal (1926–2010, Konversion 2010[22], ehemalige Protestantin, US-amerikanische Schauspielerin)
- Robert Bork (1927–2012, Konversion 2003, US-amerikanischer Jurist und Richter)
- Alasdair MacIntyre (1929–2025, Konversion in den achtzigern, schottisch-amerikanischer Ethik-Philosoph)
- James Earl Jones (1931–2024, Konversion in den 1950ern[23], US-amerikanischer Schauspieler, Stimme von Darth Vader)
- Robert Novak[24] (1931–2009, Konversion 1998, vormalig jüdisch, US-amerikanischer Journalist)
- Francis Arinze (1932, Konversion 1941, ehemaliger Angehöriger einer indigenen Lokalreligion, nigerianischer Geistlicher und emeritierter Kurienkardinal)
- Katharine, Herzogin von Kent (1933, Konversion 1994, ehemalige Anglikanerin, Mitglied der britischen Königsfamilie)
- Nirmala Joshi (1934–2015, Konversion 1958, vormalige hinduistisch, katholische Ordensschwester und Generaloberin der Missionarinnen der Nächstenliebe)
- Edwin Barnes (1935–2019, Konversion 2011, ehemaliger anglikanischer Bischof, später: katholischer Priester)
- Frances Shand Kydd (1936–2004, Konversion 1994, ehemalige Anglikanerin, Mutter von Diana, Princess of Wales)
- Richard John Neuhaus (1936–2009, Konversion 1990, ehemaliger Lutheraner, katholischer Priester, Theologe, Ökumeniker und Gründer des Magazins First Things)
- David Silk (1936–2023, Konversion 2011, ehemaliger anglikanischer Bischof, als katholischer Priester des Personalordinariats Unserer Lieben Frau von Walsingham geweiht)
- Sophia von Griechenland (1938, Konversion 1962, ehemals griechisch-orthodox, griechische Prinzessin und als Gemahlin Juan Carlos' I. Königin von Spanien)
- Irene von Oranien-Nassau (1939, Konversion 1964, ehemalige Protestantin, Prinzessin und Schwester von Königin Beatrix der Niederlande)
- Richard Williamson (1940–2025, Konversion 1971, ehemaliger Anglikaner, römisch-katholischer Bischof, zeitweise Mitglied der Priesterbruderschaft St. Pius X.)
- Vittorio Messori (1941, Konversion 1964, italienischer Schriftsteller und Journalist)
- John Broadhurst (1942, Konversion 2011, ehemaliger anglikanischer Bischof, später: katholischer Bischof)
- Walter B. Jones (1943–2019, Konversion 1974, ehemaliger Baptist, US-amerikanischer Politiker der Demokraten)
- Newt Gingrich (1943, Konversion 2009[25], ehemaliger Protestant, US-amerikanischer Politiker)
- Gabriele Kuby (1944, Konversion 1996, ehemals evangelisch, Soziologin, Publizistin und Übersetzerin)
- Dean R. Koontz (1945, Konversion 1960er Jahre, ehemaliger reformierter Protestant, US-amerikanischer Schriftsteller)
- Larry Kudlow (1947, Konversion 1997, vormalig jüdisch, ehemaliger Wirtschaftsberater der Trump-Administration)
- Paul Richardson[26] (1947, Konversion 2010, ehemaliger anglikanischer Bischof, seit 2011 katholischer Priester)
- Karin Struck (1947–2006, Konversion 1996, Schriftstellerin)
- Andrew Burnham (1948, Konversion 2011, ehemaliger anglikanischer Bischof, katholischer Priester)
- Harm Klueting (1949, Konversion 2004, ehemaliger Protestant, Historiker, Theologe und katholischer Priester)
- Michael Nazir-Ali (1949, Konversion 2021, ehemaliger anglikanischer Bischof)
- Paul Williams (1950, ehemaliger Buddhist, britischer Indologe und Buddhologe)
- Peter Forster (1950, Konversion 2021, ehemaliger anglikanischer Bischof)
- Ingo Langner (1951, Konversion 1992, ehemaliger Protestant, deutscher Autor und Publizist)
- Roy Schoeman (1951, ehemalig jüdisch, katholischer Missionar)
- Keith Newton (1952, Konversion 2011, ehemaliger anglikanischer Bischof, katholischer Geistlicher und bis 2024 Ordinarius des Personalordinariat Unserer Lieben Frau von Walsingham)
- Jeffrey N. Steenson (1952, Konversion 2009, ehemaliger Anglikaner, heute katholischer Priester und erster Ordinarius des Personalordinariats Kathedra Petri)
- Tony Blair (1953, Konversion 2007, ehemaliger Anglikaner, britischer Politiker und ehemaliger Premierminister)
- Jeb Bush (1953, Konversion Anfang 2000er, ehemaliger Protestant, US-amerikanischer Politiker und Sohn von George H. W. Bush bzw. Bruder von George W. Bush)
- Jon Fosse (1953, Konversion 2013, ehemaliger Lutheraner, norwegischer Autor und Literaturnobelpreisträger)
- Gavin Ashenden (1954, Konversion 2019, ehemaliger Anglikaner, Theologe und Publizist)
- John Michael Talbot (1954, Konversion 1978, ehemaliger Methodist, US-amerikanischer Mönch und Ordensgründer)
- Malcolm Turnbull (1954, Konversion 2002, ehemaliger Presbyterianer, Premierminister von Australien)
- Uwe Wolff (1955, Konversion 2020, ehemaliger Protestant, Kulturwissenschaftler, Schriftsteller und Theologe)
- Richard Pain (1956, Konversion 2023, ehemaliger anglikanischer Bischof)
- Scott Hahn (1957, Konversion 1986, ehemaliger Protestant, US-amerikanischer katholischer Theologieprofessor)
- Rein Õunapuu (1957, Konversion um 1978, ehemaliger Protestant, estnischer katholischer Geistlicher)
- Reinhard Hütter (1958, Konversion 2004, ehemaliger Protestant, deutscher Theologe)
- Beatrice von Weizsäcker (1958, Konversion 2020, ehemals evangelisch, deutsche Juristin, Autorin und freie Journalistin)
- Francis Beckwith (1960, Konversion 2007[27], ehemaliger Protestant, US-amerikanischer Philosoph und Schriftsteller)
- Jonathan Goodall (1961, Konversion 2021, ehemaliger anglikanischer Bischof)
- Joseph Pearce[28] (1961, Konversion 1989, ehemaliger Protestant, US-amerikanischer Schriftsteller und Biograph)
- John C. Wright (1961, Konversion 2008, US-amerikanischer Schriftsteller)
- David Arthur Waller[29] (1961, Konversion 2011, ehemaliger anglikanischer Geistlicher, seit 2024 Bischof und Ordinarius des Personalordinarias Unserer Lieben Frau von Walsingham)
- Timo Soini (1962, ehemaliger Lutheraner, Mitbegründer und ehemaliger Vorsitzender der finnischen Partei Basisfinnen und Mitglied des finnischen Parlaments sowie Außenminister)
- Rob Schneider (1963, Konversion 2023, Schauspieler, Drehbuchautor, Regisseur)
- Joseph Fadelle (1964, irakischer Konvertit)
- Allen Hunt[30] (1964, Konversion 2008, ehemaliger US-amerikanischer protestantischer Prediger und Radiomoderator)
- Esther von Krosigk (1964, Konversion um 2010, ehemalige Protestantin, Schriftstellerin)
- Kirsten Powers[31] (1967, Konversion 2016, Kolumnistin und Politikreporterin für USA Today und CNN)
- Erik Prince (1969, Gründer des Söldnerunternehmens Blackwater USA)
- Lord Nicholas Windsor (1970, Konversion 2001, ehemaliger Anglikaner, Mitglied der britischen Königsfamilie)
- Fabrice Hadjadj (1971, ehemalig jüdisch, französischer Schriftsteller und Philosoph)
- Bobby Jindal (1971, Konversion an der High School, US-amerikanischer Politiker und Mitglied des Repräsentantenhauses)
- Michelle Mone (1971, Konversion 1989, britische Life peeress und Unternehmerin)
- Sally Read[32] (1971, Konversion 2010, Autorin)
- Jonathan Roumie[33] (1974, vormalig orthodox, Jesus-Schauspieler in der Serie The Chosen)
- Abby Johnson (1980, Konversion 2011, US-amerikanische Lebensrechtsaktivistin)
- Britney Spears[34] (1981, Konversion 2021, ehemalige Protestantin, US-amerikanische Sängerin)
- Sabatina James (1982, Konversion 2001, ehemalige Muslima, pakistanisch-österreichische Menschenrechtsaktivistin und Publizistin)
- Karin Öberg (1982, ehemalige Protestantin, schwedische Astrochemikerin und Harvard-Professorin[35])
- J. D. Vance (1984, Konversion 2019, ehemals evangelikaler Protestant, Kapitalmanager, Senator von Ohio 2023–2025, Vizepräsident der USA seit 2025)
- Wesley Sneijder (1984, Konversion 2010, ehemaliger Protestant, niederländischer Profifußballer)
- Shia LaBeouf (1986, Konversion 2023, ehemaliger Jude/Protestant, US-amerikanischer Schauspieler)
- Lila Rose[36] (1988, ehemalige Evangelikale, Lebensschutz-Aktivistin, Gründerin und Präsidentin der Organisation Live Action)
- Candace Owens (1989, Konversion 2024, ehemalige Protestantin, US-amerikanische Politkommentatorin und Aktivistin)
- Kim Yuna (1990, Konversion 2008, südkoreanische Eiskunstläuferin)
- Eva Vlaardingerbroek[37] (1996, Konversion 2023, ehemalige Protestantin, niederländische Aktivistin)